# Clorobenzè
El clorobenzè és un compost orgànic aromàtic amb la fórmula química C6H5Cl. Aquest líquid incolor i inflamable és un dissolvent comú i un intermediari àmpliament utilitzat en la fabricació d'altres productes químics.

## Producció
Es va descriure per primera vegada el 1851. El clorobenzè es fabrica mitjançant la cloració del benzè en presència d'una quantitat catalítica d'àcid de Lewis, com ara clorur fèrric, diclorur de sofre i clorur d'alumini anhidre.